# Strage di Lamosano
La strage di Lamosano fu un'esecuzione sommaria effettuata nel Veneto da componenti della Resistenza italiana nel marzo del 1945.

## Storia
In località Val Salega  (comune di Fregona, TV), il 19 marzo 1945 militari della RSI tentarono di risalire l'area verso la località Crosetta, con lo scopo di rimuovere dalla zona la presenza dei partigiani, ma al contrario la forte reazione dei partigiani che presidiavano la zona, ben dotati di armi leggere e pesanti ne scompaginò i piani sbaragliandoli. Degli attaccanti, soltanto 12 fascisti riuscirono a fuggire, 17 morirono nell'azione e ben 65 giovani membri delle SS italiane, del “Barbarigo” e della X MAS (dei quali 7 feriti) vennero fatti prigionieri dopo cruenti scontri dai partigiani di un reparto della divisione Garibaldi Nannetti guidato da Giuseppe Giust detto "Vidas".
Secondo un volantino distribuito dalla Divisione garibaldina “Nino Nannetti” il reparto fascista sarebbe stato composto da 85 uomini, dei quali 17 furono uccisi nel corso dello scontro armato. Successivamente i prigionieri vennero ceduti a un altro reparto della stessa divisione. I fascisti rifiutarono la proposta di scambio di questi prigionieri con la liberazione di partigiani da loro catturati e, in Comune di Chies d'Alpago, questi vennero uccisi e i loro corpi bruciati nella fornace in località Venal de Funes.
La decisione di uccidere i prigionieri, secondo Casagrande, fu indotta da una combinazione di motivazioni: il rifiuto dello scambio di prigionieri, l'elevato numero di prigionieri e la conseguente difficoltà di reperire cibo anche per essi, in quanto scarseggiante anche per i partigiani e soprattutto il fatto che i repubblichini si erano impratichiti dell'area e avrebbero potuto, se liberati fungere da guide per nuovi rastrellamenti, oltre a una certa disorganizzazione di intenti nelle file partigiane.
A questo riguardo, il comandante Giuseppe Giust ricorda nel libro che raccoglie le sue memorie:
(Pier Paolo Brescacin, Giuseppe Giust la mia resistenza, p. 115)
La strage non ebbe negli anni successivi alla fine delle ostilità grande eco, e il fatto non venne denunciato dalla chiesa locale. Ma fu il vescovo, mons. Bordignon, a far recuperare i resti nel 1947, facendoli poi seppellire, a sue spese, in una tomba a ignoti.

## Seguiti giudiziari
Nel 2005 la Procura militare della Repubblica di Padova aprì un’inchiesta giudiziaria sull'eccidio.
Il 9 agosto 2007 il fascicolo fu archiviato dal giudice delle indagini preliminari del Tribunale militare di Padova per insufficienza di prove; pur riconoscendo l'immoralità di queste azioni, il giudice ritenne che a distanza di più di 50 anni dai fatti i possibili responsabili fossero ormai irreperibili, deceduti o infermi di mente.
Nell'aprile 2019 l'Associazione caduti e dispersi della Rsi ha protestato per l'intestazione di una sala del comune di Belluno a Bianchi (nome di battaglia dell'ex partigiano Eliseo Dal Pont, e segretario della CGIL), considerato tra i responsabili dell'eccidio.